# Zakhar Volkov
Zakhar Vladimirovitch Volkov (en russe : Захар Владимирович Волков) ou Zakhar Ouladzimiravitch Volkaw (en biélorusse : Захар Уладзіміравіч Волкаў) est un footballeur biélorusse né le 12 août 1997 à Vitebsk. Il évolue au poste de milieu de terrain au BATE Borisov.

## Carrière

### En club
Il inscrit quatre buts dans le championnat de Biélorussie en 2017 avec l'équipe du Naftan Novopolotsk.
Lors de la saison 2018-2019, il dispute cinq matchs en Ligue Europa avec le club du BATE Borisov. Il s'incline en seizièmes de finale face au club londonien d'Arsenal.
Mis en cause dans une affaire de matchs truqués durant son passage au Naftan Novopolotsk en 2017, Volkov est dans un premier temps suspendu par la FIFA à partir du mois d'août 2020 avant d'être finalement reconnu coupable en octobre puis disqualifié jusqu'en août 2022.

### En sélection
Avec les espoirs, il inscrit un but contre la Moldavie en octobre 2017. Cette rencontre rentre dans le cadre des éliminatoires de l'Euro espoirs 2019.
En mars 2019, il figure sur le banc des remplaçants de l'équipe nationale A, sans entrer en jeu, à l'occasion de deux rencontres face aux Pays-Bas (défaite 4-0) et à l'Irlande du Nord (défaite 2-1). Ces deux matchs rentrent dans le cadre des éliminatoires de l'Euro 2020.

## Palmarès
BATE Borisov
- Champion de Biélorussie en 2018.
- Vainqueur de la Coupe de Biélorussie en 2020.
- Finaliste de la Coupe de Biélorussie en 2018.
- Finaliste de la Supercoupe de Biélorussie en 2019.